# Vádló bitófák (könyv)
A Vádló bitófák. A magyar nemzet igazi sírásói. egy 1958-ban Londonban megjelent magyar nyelvű könyv, amelyet Fiala Ferenc és Marschalkó Lajos írt. A könyv reakció Himler Márton Így néztek ki a magyar nemzet sírásói című szintén 1958-ban megjelent művére.
A könyv részletesen foglalkozik Magyarország második világháború utáni sorsával, felelevenítve a népbíróságok működését, a pereket, ítéleteket, kivégzéseket. Írói után erőteljesen jobboldali színezetű. Magyarországon csakis a rendszerváltás után jelenhetett meg. Mindkét íróját a Népbíróság halálra ítélte (még a könyv megírása előtt), Marschalkó Lajost távollétében, Fiala Ferenc ítéletét pedig a Népbíróság később életfogytiglani börtönbüntetésre módosította, 1956-ban szabadult ki.

## Külső hivatkozások
- Marschalkó Lajos, Fiala Ferenc: Vádló Bitófák